# Хамармер Яків Семенович
Яків Семенович Хамармер (нар. 1920 — пом. 1986) — радянський театральний режисер, театральний педагог. Народний артист РРФСР (1978).

## Біографія
Народився 18 грудня 1920 року. З 1937 року — актор Ленінградського театру ім. Ленінського комсомолу.
У 1940 році призваний до РСЧФ, службу проходив на Балтійському флоті. Учасник Німецько-радянської війни, брав участь в обороні Ханко, захищав Ленінград.
У 1952 році закінчив режисерський факультет Ленінградського театрального інституту. Працював режисером у Кемеровському обласному драматичному театрі.
З 1955 по 1958 роки — головний режисер Великолукського драматичного театру.
З 1958 по 1960 роки — головний режисер музично-драматичного театру ім. Максима Горького (Челябінськ-40).
У 1961–1966 роках — головний режисер Ленінградського малого драматичного театру.
У 1966 році був призначений головним режисером Ленінградського театру драми і комедії на Ливарному, на цій посаді пропрацював до кінця життя. Поставив понад двісті вистав у театрах Ленінграда та інших міст країни.
Яків Семенович займався педагогічною діяльністю, викладав у ЛГІТМіК, з 1984 року — доцент кафедри акторської майстерності.
Помер 8 жовтня 1986 року.

## Нагороди
- Заслужений артист РРФСР (1969).
- Народний артист РРФСР (1978).